# Apodema
Apodema (ang. apodeme) – element anatomiczny ciała stawonogów.
Apodema to wpuklenie (inwaginacja) oskórka (kutykuli) służąca za punkt przyczepu mięśni, wzmocnienie ściany ciała, ochrona lub podpora dla narządów wewnętrznych.
Apodema zwykle tworzona jest przez macierz wielokomórkową, ale może być też tworem jednokomórkowym.